# Clusia aripoensis
Clusia aripoensis är en tvåhjärtbladig växtart som beskrevs av Nathaniel Lord Britton. Clusia aripoensis ingår i släktet Clusia och familjen Clusiaceae. Inga underarter finns listade i Catalogue of Life.